# A Letter to Elise
«A Letter to Elise» es el vigesimoséptimo sencillo de la banda británica The Cure, y el tercero y último en ser extraído de su álbum Wish, de 1992.

## Historia
Letters to Felice de Franz Kafka fue la principal influencia para Robert Smith a la hora de escribir la letra del corte.
El lado B «The Big Hand» iba a ser lanzado como corte principal de un sencillo a principios de 1993. No obstante, esta idea fue finalmente descartada, sobre todo por la insistencia de Boris Williams, quien se negaba a que este tema apareciese en el álbum Wish, pero no objetaba que apareciese como lado B de un sencillo.
«The Big Hand» es uno de los pocos lados B del repertorio de The Cure que se toca en directo, si bien esto ocurre con poca frecuencia. Fue utilizada por primera vez en 1991, se incluyó en varios conciertos en el Wish Tour de 1992, de nuevo en el Ultra Music Festival de 2007, y apareció en unos pocos espectáculos del 4Tour World Tour 2007-2008.
«A Letter to Elise» ha sido revivida desde 2005 por la nueva formación (Smith, Gallup, Thompson y Cooper), después de una época de escasas apariciones durante la era de Smith, Gallup, Bamonte, Cooper y O'Donnell). Al igual que ocurre con «The Big Hand», no es tocada con mucha frecuencia, y por tanto suele ser una sorpresa cuando aparece.

## Lista de canciones
| Sencillo de 7" 1. «A Letter to Elise» - 4:20 2. «The Big Hand» - 4:52 Sencillo de 12" 1. «A Letter to Elise» (Blue Mix) - 6:35 2. «The Big Hand» - 4:50 3. «A Foolish Arrangement» - 3:48 | CD sencillo 1. «A Letter to Elise» (7" remix edit) - 4:24 2. «The Big Hand» - 4:56 3. «A Foolish Arrangement» - 3:54 4. «A Letter to Elise» (Blue Mix) - 6:37 |

- Un álbum de promoción incluye otro remix del corte principal, más largo y con la voz de Robert Smith distorsionada con un phaser.
- Se conoce la existencia de una versión instrumental en casete.

## Posicionamiento en listas
| Listas (1992)                         | Mejor posición |
| ------------------------------------- | -------------- |
| Australia (ARIA)                      | 103            |
| Estados Unidos (Alternative Airplay)  | 2              |
| Irlanda (IRMA)                        | 23             |
| Nueva Zelanda (Recorded Music NZ)     | 13             |
| Suecia (Sverigetopplistan)            | 39             |
| Reino Unido (Official Charts Company) | 28             |

## Músicos
- Robert Smith — guitarra, bajo, bajo de seis cuerdas, teclado, voz
- Perry Bamonte — guitarra, bajo de seis cuerdas, teclado
- Simon Gallup — bajo, teclado
- Porl Thompson — guitarra
- Boris Williams — batería, percusión